# Maria Jacintha
Maria Jacinta Trovão da Costa Campos (Cantagalo, 7 de setembro de 1906 — Niterói, 20 de dezembro de 1994) foi uma professora, ensaísta, tradutora, autora, crítica e diretora teatral brasileira.

## Biografia
Em 1923 concluiu a Escola Normal de Niterói e começou a lecionar português e depois francês. Manteve esta atividade profissional paralelamente às literárias e teatrais de crítica, ensaísta, contista, jornalista, tradutora, teatróloga,  incentivadora de novos talentos e produtora teatral até 1943. Oito anos depois de formada iniciou a carreira de escritora, colaborando com críticas de literatura e teatro em periódicos do Rio de Janeiro, São Paulo e Santos, como a Revista Flama, Revista Francesa do Brasil, Roteiro de São Paulo, Revista da Semana, O Jornal, A Pátria, O Globo, O Fluminense, entre outros.
Na sua obra teatral figuram as peças: O gosto da vida (1937), A doutora Magda (1938), Conflito (1939), Convite à vida (1945), Já é manhã no mar (1969), Intermezzo da imortal esperança (1973).
Em 1938, sua primeira peça teatral, O Gosto da Vida, recebeu o primeiro prêmio da Academia Brasileira de Letras no concurso de obras inéditas. Este texto, que trata  do "amor em liberdade, da dissolução dos elos da família, da licenciosidade amorosa", foi censurado e retirado de cartaz.
No mesmo ano, fundou com a jornalista Sylvia de Leon Chalreo a Revista Esfera, de Letras, Artes e Ciências, a qual dirigiu durante dois anos e com a qual colaborou até 1950 com críticas literárias e teatrais. O Gosto da vida e trechos de sua peça A Estrada que sobe, nunca encenada, foram publicados nesta revista e encontram-se disponíveis na internet.  